# Kåsös (möbel)

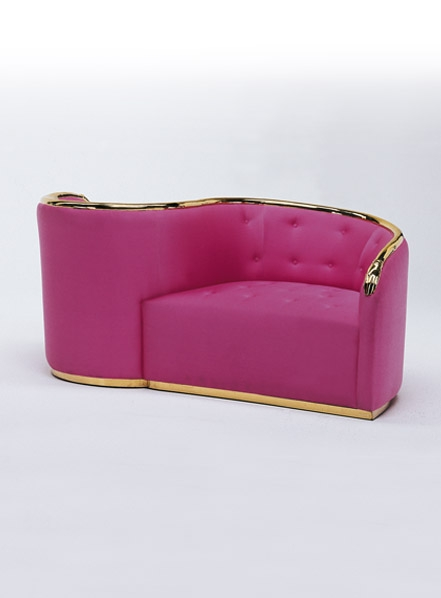

Kåsös (av franskans causeuse) är ett slags mindre, helt överstoppad soffa för två personer. Kåsösen har sittplatserna riktade mot två motsatta håll med ett S-format ryggstöd. Soffan var populär i slutet av 1800-talet. Det förekommer även kåsöser som har tredelat ryggstöd och sittplats för tre personer.
Ordet kåsös i denna betydelse är belagt i svenskan sedan 1837. Ordet är en feminisering av ordet kåsör – det var alltså en soffa som var tänkt att samtala i. Kåsös är även ett föråldrat ord för en kvinnlig kåsör.